# Sint-Jans Onthoofdingkerk (Gemert)
De kerk van Sint-Jans Onthoofding is een rooms-katholieke kerk in Gemert aan het Kerkepad en de Kerkstraat. De kerk bevindt zich nabij het centrum, ten noorden van het Kasteel van Gemert.
Het is een neogotische kruiskerk met hoge fronttoren. De kerk heeft nog muurwerk en een zijkapel uit de 15e eeuw: de parochie is in 1437 gesticht en was voordien onderhorig aan die te Bakel. Uit dit jaar dateert het middenschip, terwijl het koor en de sacristie uit 1467-1482 stammen. De kerk is in 1853 ingrijpend verbouwd en uitgebreid in neogotische stijl door Hendrik Jacobus van Tulder. Hierbij is ook een toren toegevoegd. Deze is 57 meter hoog en is uitgevoerd met een achtkantige naaldspits en vier hoektorentjes. De zes torentjes aan het front van het schip hebben achtkantige spitsen tussen vier topgevels. De puntgevels van de zijbeuken zijn schijngevels, waarachter lessenaardaken schuilgaan.
Het interieur wordt gedekt door witgepleisterde netgewelven. In de zijbeuken hangen twee schilderijen, en wel een van de heilige Dominicus uit 1745 en een van Sint-Jan uit 1830. In de Mariakapel hangt een middeleeuws kruisbeeld en verder is er een 15e-eeuws hardstenen doopvont met koperen deksel, stenen wijwaterbakken en kruiswegstaties. De kerk bezit ook prachtige gebrandschilderde ramen en houtsnijwerk. Het neogotisch hoofdaltaar is ontworpen door Hendrik van der Geld. Het orgel stamt uit 1833 en werd gebouwd door Franciscus Cornelius Smits.
De kerk is geklasseerd als rijksmonument.